# Берви-Флеровский, Василий Васильевич
Васи́лий Васи́льевич Бе́рви-Флеро́вский (настоящее имя Вильгельм Вильгельмович Берви, псевдоним Н. Флеровский; 28 апреля [10 мая] 1829, Рязань — 4 октября 1918, Юзовка) — российский социолог, публицист, экономист и беллетрист, идеолог народничества, видный участник общественного движения 1860—1890-х годов.

## Биография
Родился 28 апреля (10 мая) 1829 года в Рязани, где его отец Вильгельм (Василий Фёдорович) Берви, ставший впоследствии профессором физиологии в Казанском университете, служил в должности акушера Рязанской врачебной управы.
Во время учёбы в Казанском университете на него большое влияние оказал профессор Д. И. Мейер, в особенности его опыт т. н. «юридических клиник» (бесплатных консультаций) для народа. В это же время В. Берви близко познакомился с петрашевцами — братьями Бекетовыми, которые завершали в Казани образование.
После университета Берви работал чиновником министерства юстиции, ведя аскетический образ жизни. С конца 1850-х гг. сблизился с лидерами демократического движения (Н. Некрасов, Н. Чернышевский и др.). Арестован в 1861 году по т. н. «делу тверских мировых посредников». Подвергнут наказанию в административном порядке и выслан в Астрахань, а в 1864 году — в Сибирь. С семьёй был поселён в Кузнецке, потом по прошению переведён в Томск (1865), где был взят на работу крупным купцом Б. Л. Хотимским, пожелавшим иметь юриста за низкую плату. В Томске Берви вступил в конфликт с губернатором Г. Г. Лерхе.
Разрешение на возвращение в европейскую часть России, в Вологду, получил 15 апреля 1866 года, но Лерхе задерживал его перевод, а потом отправил по этапу. Путь от Тюмени до Казани Берви прошёл пешком. 
В начале 1870-х годов был близок к «чайковцам» и «долгушинцам». Автор революционной прокламации «О мученике Николае». Находился в ссылке под негласным надзором до 1887 года.
Труды Флеровского были широко известны за границей, Карл Маркс называл их делающими действительную честь России.
Особое влияние Берви-Флеровский оказал на участников «хождения в народ» начала 1870-х годов. Сам Флеровский вёл достаточно активную пропаганду (он называл её «педагогической») уже с первой своей ссылки в Астрахань и имел большой опыт на этом поприще.
Сотрудник журналов «Дело», «Слово», «Отечественные записки». В начале 1890-х некоторое время находился в эмиграции в Лондоне, где сотрудничал с Фондом Вольной русской прессы (С. Степняка-Кравчинского), который издал несколько частей «Азбуки социальных наук» и воспоминания «Три политические системы». После трагической смерти Степняка-Кравчинского Берви-Флеровский вернулся в Россию, воспользовавшись коронационным манифестом Николая II.
Переехал в Юзовку к сыну Фёдору, работавшему врачом. Прожил в Юзовке с 1897 до своей смерти 4 октября 1918 года. В Юзовке им были написаны «Критика основных идей естествознания» (издана в 1904, в книге излагается философия «мыслящего вещества») и «Краткая автобиография».
В Донецке (бывшая Юзовка) находится его могила, вокруг которой и разбит сквер, носящий его имя и на которой в 1953 году был установлен обелиск из полированного розового гранита. В одной могиле с ним похоронена его верная спутница жизни Эрмиона Ивановна Берви (урождённая Жемчужина, умерла в 1924), обвенчанная с Василием Васильевичем во время пребывания его под арестом в 1861 году. В 1981 году могила перенесена в Горсад в связи с постройкой детского спорткомплекса со старого снесённого кладбища возле средней школы N3 (по ул. Дзержинского)
Образ жизни народника («личное народничество»), ригоризм (и он, и вся его многочисленная семья неукоснительно следовали однажды данному обету «добровольной бедности»), высокая жертвенность и альтруизм («по чувствам это был Христос», — писал о Берви-Флеровском знавший его по вологодской ссылке Н. В. Шелгунов) снискали Берви-Флеровскому высочайший нравственный авторитет среди разночинской молодежи, для которой он был истинным «учителем жизни».

## Труды
Основные труды: «Положение рабочего класса в России» (1869), «Азбука социальных наук» (1871), воспоминания «Три политические системы: Николай I-й, Александр II-й и Александр III-й» (1891) (сокращенный вариант — «Записки революционера-мечтателя» (1929)), роман «На жизнь и смерть. Изображение идеалистов» (Женева — 1877, в России — 1907). Книга «Положение рабочего класса в России», написанная по материалам собственных исследований и сибирских впечатлений, стала вехой в истории российской социологии и была высоко оценена Карлом Марксом.
- Свобода речи, терпимость и наши законы о печати. — СПб.: Тип. Неклюдова, 1869. — [4], IV, [2], VI, 254 с
- Азбука социальных наук : В 3-х частях. — В. Нусвальт, 1871. — 299 с.
- Положение рабочего класса в России : Наблюдения и исследования Н. Флеровского [псевд. — 2-е изд., доп. и изм.] — СПб.: тип. Ф. Сущинского, 1872. — [8], 529 с.; 25.
- Философия бессознательного, дарвинизм и реальная истина. — СПб., 1878. — 210 с.
- Записки революционера-мечтателя / Предисл. М. Клевенского; Под ред. В. Невского и П. Анатольева. — Молодая гвардия, 1929. — 231 с.